# Pôle écologiste
Pôle écologiste (auf Deutsch: Ökologischer Pol; PE) ist eine französische grüne politische Koalition, die im August 2020 initiiert wurde. Listen dieser Allianz gewannen bei den Kommunalwahlen in Frankreich 2022 in Großstädten.

## Geschichte

### Gründung
Initiiert von der grünen Partei Europe Écologie - Les Verts (EÉLV) und dessen Parteisekretär Julien Bayou, der Pôle écologiste ist zusammengesetzt aus diesen Parteien bei ihrer Gründung:
- Génération.s (G.s), gegründet von Benoît Hamon und koordiniert von Sophie Taillé-Pollian und Benjamin Lucas,
- Génération Écologie (GÉ), dessen Vorsitzende Delphine Batho ist,
- Cap21, gegründet von Corinne Lepage,
- Alliance écologiste indépendante (AÉI), gegründet von Jean-Marc Governatori,
- Mouvement des progressistes (MdP), gegründet von Robert Hue, aktueller Vorsitz geführt von Sébastien Nadot.

Dieser Pol beansprucht, unabhängige umweltschützende Listen in jeder Region und jedem Kanton während der nächsten kommunalen und regionalen Wahlen, die für 2021 geplant sind, zu präsentieren
Am 18. Dezember 2020 formten die drei Parteien Ecology Generation, Cap21 und Alliance écologiste indépendante eine gemeinsame Koordinierungsplattform für eine "Ökologie der Regierung", "pragmatisch und republikanisch". Die Bewegung, die den moderaten Flügel repräsentiert, möchten ihrem Widerstand Ausdruck verleihen, um Allianzen mit La France Insoumise zu ermöglichen. Im Februar 2021, Cap21 und Alliance écologiste indépendante fusionierten zum Cap Écologie (CÉ)
Am 12. April 2021 gründeten die fünf Gruppierungen des Pôle écologiste eine partizipative Plattform "Les Écologistes 2022", um ein gemeinsames Projekt für die nächsten Präsidentschaftswahlen vorzubereiten. Am 12. April kündigte das Komitee des Pôle écologiste die Organisation einer "primären Ökologie" an, um einen gemeinsamen Kandidaten für die Präsidentschaftswahlen 2022 zu bestimmen.

### Regionalwahlen 2021
Die Strategie des Pôle écologiste bei den Regional- und Departementswahlen im Juni 2021 war nicht überall gleich. Wenn es in jeder Region tatsächlich eine umweltpolitische Liste gab, konnte diese entweder autonom sein oder mit der PS, der LFI oder der gesamten Linken verbündet sein. Außerdem war in sieben Regionen eine Mitgliedspartei des Pols nicht an der von ihr getragenen Liste beteiligt (Cap Écologie war in vier Regionen mit der PS verbündet und in einer autonom; Génération.s verbündete sich in zwei Regionen mit anderen Parteien).
Im ersten Wahlgang erreichen die vom Pôle écologiste vorgestellten oder unterstützten Listen (einschließlich der Listen der linken Gewerkschaften) 13,09 % der Stimmen. In vier Regionen (Auvergne-Rhône-Alpes, Grand Est, Île-de-France und Pays de la Loire) liegt die von Ökologen geführten Liste vor den Listen der Linken.
Für die zweite Runde fusionieren die Umweltlisten in fünf Regionen mit den anderen linken Listen, in der Bretagne und Nouvelle-Aquitaine bleiben sie jedoch mangels Vereinbarungen bestehen. In drei Regionen, in denen in der ersten Runde ein Bündnis mit der PS gebildet wurde, wird die Liste erneuert. Die Umweltlisten scheiden in Korsika, in Okzitanien (mangels Einigung) und trotz ihrer Qualifikation für die zweite Runde in der PACA-Region aus, die Liste der Union der Linken und der Umweltschützer wurde zurückgezogen, um die Liste der Rassemblement National zu blockieren, die in ihrem Kopf angekommen ist. Am Ende dieser zweiten Runde erhält der Pôle écologiste 134 "Regionalberater" (88 EÉLV, 18 ECO, 16 G.s, 8 GÉ und 4 CÉ) und 124 "Departementsberater" (99 EÉLV, 17 G.s, 4 ECO, 2 GÉ und 2 CÉ).
Am 7. Juli wurde Cap21, deren administrativer Zusammenschluss noch nicht für die Vorwahlen registriert wurde, vom Pôle écologiste ausgeschlossen, weil es Meinungsverschiedenheiten über die Charta der Vorwahlen zum Thema Laizismus gab und die Vorsitzende Corinne Lepage sich weigerte, den Gewinner der Vorwahlen zu unterstützen. Am darauffolgenden 29. Juli ordnete das Gericht von Bobigny die Aufhebung des Ausschlusses von Cap21 an.

### Präsidentschaftswahl 2022
Die Vorwahlen, die der Pôle écologiste zur Ernennung seines Kandidaten für die Präsidentschaftswahlen 2022 organisierte, fanden zwischen dem 16. und 28. September 2021 durch Online-Abstimmung auf einer gesicherten Plattform statt. Die Wähler hatten die Wahl zwischen diesen fünf Kandidaten:
- Delphine Batho, Stellvertreterin für Deux-Sèvres und Präsidentin von Génération Écologie;
- Jean-Marc Governatori, Stadtrat von Nizza und Ko-Vorsitzender von Cap21;
- Yannick Jadot, EÉLV-Abgeordneter;
- Éric Piolle, EÉLV-Bürgermeister von Grenoble;
- Sandrine Rousseau, ehemalige EÉLV-Sprecherin.

Bei einer Beteiligung von mehr als 100.000 Wählern im ersten Wahlgang liegt Yannick Jadot mit 27,70 % vor Sandrine Rousseau (25,14 %), Delphine Batho (22,32 %), Éric Piolle (22,29 %) und Jean-Marc Governatori (2,35 %). Letzterer hat die Ergebnisse angefochten, seine Bewegung scheint sich inzwischen vom Pôle écologiste ausgetreten zu sein. Yannick Jadot gewann die zweite Runde mit einem knappen Vorsprung von 51,03 % gegenüber 48,97 % für Sandrine Rousseau.
Seit der Ernennung von Yannick Jadot zum Umweltkandidaten bei den Präsidentschaftswahlen hat sich die Partei Les Nouveaux Démocrates (LND) (die von LREM-Abgeordneten aus der PS gebildet wurde und von der Politik von Emmanuel Macron enttäuscht sind) dem Pôle écologiste angeschlossen.

### Parlamentswahl 2022
Am 1. Mai 2022, im Hinblick auf die französischen Parlamentswahlen 2022, trat der Pôle écologiste, bestehend aus Générations.s, EELV, Génération Écologie und LND, der Nouvelle union populaire écologique et sociale bei, die von La France insoumise gegründet wurde. Andere Formationen, die den Pôle écologiste unterstützt haben und gegen diese Vereinbarung sind (Mouvement des progressistes, Alliance écologiste indépendante, Cap21), versammeln sich Ende Mai 2022 und beabsichtigen, 250 Kandidaten zu präsentieren und andere zu unterstützen, in den Wahlkreisen, in denen der NUPES-Kandidat nicht als Umweltschützer identifiziert wird.